# La historia de los Miniver
La historia de los Miniver (The Miniver Story, título original en inglés) es una película dramática estadounidense de 1950, dirigida por H. C. Potter, y protagonizada por Greer Garson y Walter Pidgeon. Es la secuela del célebre filme La señora Miniver, de 1942.

## Argumento
La historia, narrada por Clem Miniver, tiene lugar seis años después de los eventos de la primera película, y comienza el Día de la Victoria en Europa, cuando Clem y Judy regresan a casa después del servicio de guerra, y Toby regresa de una familia de acogida en los Estados Unidos.
Judy, ahora una cabo conductora, es amada por Tom Foley, un capitán de los Royal Engineers, pero ella está enamorada del general Steve Brunswick, que es casado pero separado, y que le dobla la edad, además de ser irascible y conflictivo.
Por su parte, Kay Miniver también ha mantenido una breve relación platónica con un coronel estadounidense.
Clem, inquieto e insatisfecho, solicita con éxito un contrato de diseño en Brasil. Pero Kay, sin que él lo sepa, ha desarrollado una grave enfermedad cardíaca y le quedan unos pocos meses de vida. A pesar de ello, convence al general de que vuelva con su esposa, dejando a Judy libre para casarse con Tom.
La boda sigue adelante. Clem decide quedarse en Londres y lleva a Tom a su estudio de arquitectura. Poco después, se entera de la enfermedad de su esposa. Satisfecha de que su familia está a salvo y feliz, Kay muere con la llegada del otoño.

## Reparto
- Greer Garson como Kay Miniver
- Walter Pidgeon como Clem Miniver
- John Hodiak como Spike Romway
- Leo Genn como Steve Brunswick
- Cathy O'Donnell como Judy Miniver
- Reginald Owen como el señor Foley
- Anthony Bushell como el Dr. Kaneslaey
- Richard Gale como Tom Foley
- Peter Finch como oficial polaco
- James Fox como Toby Miniver, anunciado como William Fox

## Producción
La película fue producida por Sidney Franklin a partir de un guion de George Froeschel y Ronald Millar basado en personajes creados por Jan Struther. La banda sonora fue de Miklós Rózsa y Herbert Stothart, con música adicional no acreditada de Daniele Amfitheatrof, y la cinematografía de Joseph Ruttenberg. Fue realizada por la MGM, pero se filmó en locaciones en Inglaterra.
En esta cinta, Garson, Pidgeon, Reginald Owen y Henry Wilcoxon regresan a sus papeles originales. También forman parte del reparto Peter Finch (como un oficial polaco) y James Fox (como Toby Miniver, en su primera aparición en el cine). No se hace mención del hijo mayor de los Miniver, Vincent, que apareció en la película anterior, posiblemente porque Greer Garson y Richard Ney (el actor que interpretó a Vincent) se habían casado y divorciado (1943-1947) cuando se produjo The Miniver Story en 1950.
El director de fotografía Joseph Ruttenberg casi fue despedido debido a las regulaciones del sindicato cinematográfico británico, pero se quedó en el puesto después de que la actriz principal Greer Garson amenazara con abandonar la producción.